# Тоємці
Тоємці (фін. toimalaiset) — асимільований фіно-угорський народ, що жив на півночі сучасної Росії, у Заволоччі. Належав, ймовірно, до пермських народностей. Проживав за часів Русі та Новгородської республіки у волості Тойма на північ від Великого Устюга (нині Верхньотоємський район Архангельської області). Більш відомі під назвою «тоймичі», у літописі згадуються як «тоимици», тож правильніше називати їх «тоємці».
Тоємці, як і чудини, були язичниками та не хотіли приймати християнство. Найбільш споріднені для тоємців були чудини, комійці, вепси та карели.

## Історія
Тоємці — стародавній народ фіно-угорської групи. Єдину згадку про них містить давньоруський літопис XIII століття «Слово про погибель Руської землі після смерті великого князя Ярослава»:

Звідси до Угрів, до Ляхів і до Чехів; од Чехів до Ятвягів; од Ятвягів до Литви і до Німців; од Німців до Корели; од Корели до Устюга, туди, де були тоємці погані, і за морем, що холодом диха, од моря ж до Болгар, од Болгар до Буртасів, од Буртасів до Черемисів, од Черемисів до Мордви — те все підкорене було Богом народові християнському, поганські краї — великому князю Всеволоду, отцю його Юрію, князю Київському, діду його Володимиру Мономаху, котрим то половці дітей своїх лякали в колисці, а литва із болота на світ не виникла, а угри кріпили кам'яні городи залізними воротами, аби на них великий Володимир не наїхав.
Оригінальний текст (давньоруська)
ОтселЂ до угоръ и до ляховъ, до чаховъ, отъ чаховъ до ятвязи, и отъ ятвязи до литвы, до нЂмець, от нЂмець до корЂлы, отъ корЂлы до Устьюга, гдЂ тамо бяху тоимици погании и за дышючимъ моремъ, отъ моря до болгаръ отъ болгаръ до буртасъ, отъ буртасъ до чермисъ, отъ чермисъ до моръдви — то все покорено было богомъ крестияньскому языку поганьскыя страны великому князю Всеволоду, отцю єго Юрью, князю кыєвьскому, дЂду єго Володимеру и Манамаху, которымъ то половоци дЂти своя ношаху в колыбЂли, а литва из болота на свЂтъ не выникываху, а угры твердяху каменыи городы желЂзными вороты, абы на нихъ великый Володимеръ тамо не вьзЂхалъ.
— ]
Тоємці проживали по берегах річок Верхня і Нижня Тойма — притоки середньої течії р. Північної Двіни (Верхньотоємський район Архангельської області). Ймовірно, назву річки отримали від цієї народності. Народ названо «поганими», що свідчить про те, що в 13 столітті вони ще продовжували триматися язичницьких вірувань, хоча в цей час триває активна християнізація та асиміляція місцевого населення вихідцями з Великого Новгорода та Ростово-Суздальської землі. Історики поки не дійшли однозначного висновку про їхню національну приналежність. Спочатку тоємців відносили до прибалтійських фінів, роблячи їх спорідненими з карелами і вепсами, але з часом з'явилася думка на користь пермських народів. Тим паче на межі 1 і 2 тисячоліття нашої ери представники фіно-пермської групи проживали південніше за згаданий регіон — у районі Устюга. Однак відомий лінгвіст і фахівець з фіно-угорських мов Олександр Матвєєв припустив про можливе існування окремої мовної групи, нащадки яких не збереглося. Він називав їх північними фінами і залишав питання про національну приналежність відкритим. Варто зазначити, що автор «Слова про погибель Руської землі» у своїй праці не згадує заволоцьких чудинів. Можливо, тоємці до цього часу були одними з останніх представників великої спільноти, що колись проживала на стику сучасних Архангельської та Вологодської областей. Чи була чудь заволоцька єдиним народом або складалася з різних фіно-угорських груп, поки невідомо.